# Corriente

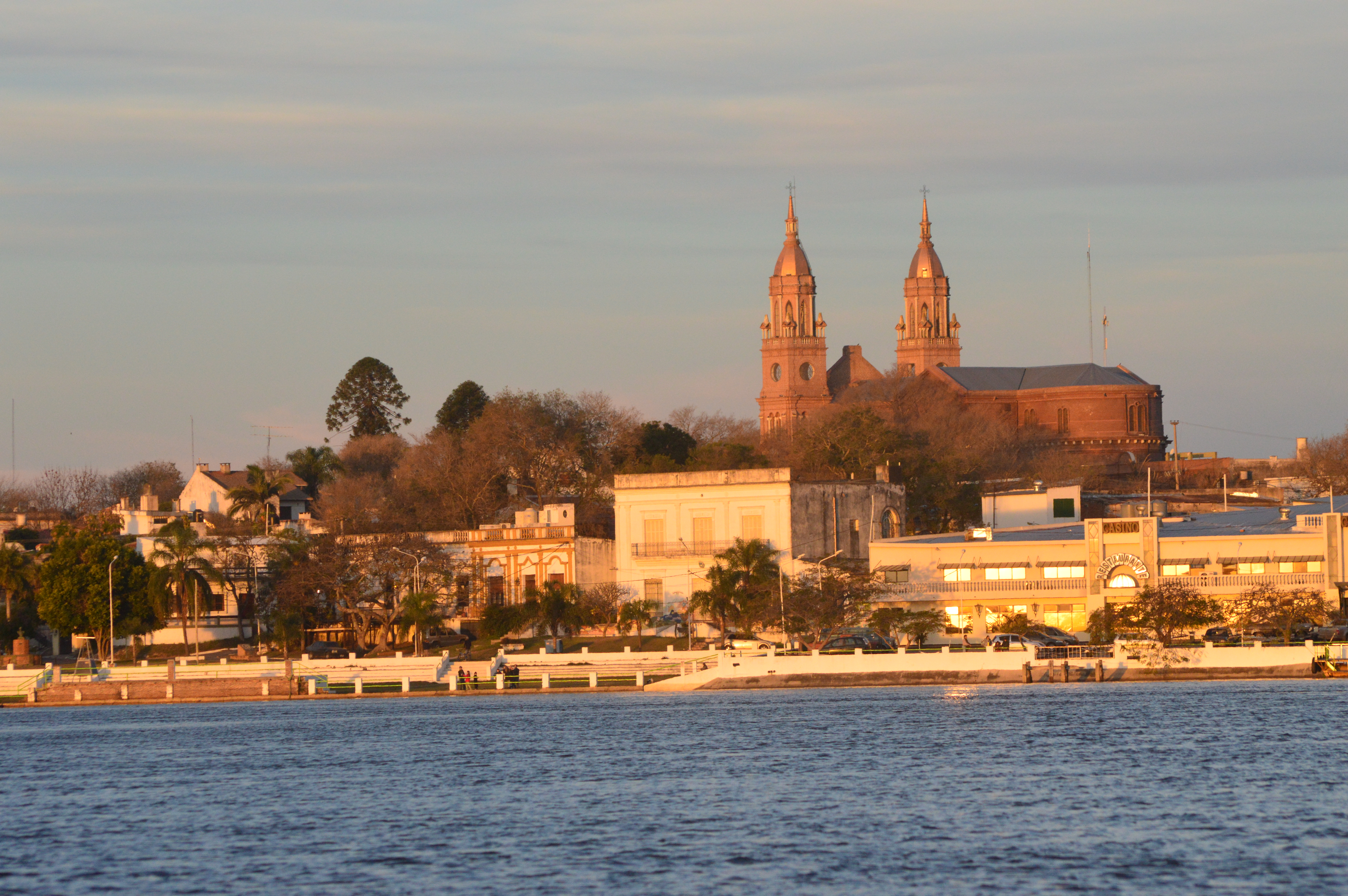
Esquina aan de Corriente

De Corriente is een rivier die stroomt door de Argentijnse provincie Corrientes.
De rivier ontspringt in het Itatí-meer, in het noorden van de provincie, en voorziet het 13.000 km² grote moerasgebied Esteros del Iberá van zoetwater. De rivier mondt uit in de Paraná, vlak bij de stad Esquina.
De rivier heeft een lengte van 247 km.